# Wikipedia tiếng Ukraina
Wikipedia tiếng Ukraina (tiếng Ukraina: Українська Вікіпедія, Ukrayins'ka Vikipediya) là phiên bản tiếng Ukraina của Wikipedia, bách khoa toàn thư mở. Bài viết đầu tiên được tạo ra vào ngày 30 tháng 1 năm 2004. Vào ngày 1 tháng 10 năm 2005, nó đạt 20.000 bài viết và gần đây là phiên bản Wikipedia lớn thứ 16 theo số lượng bài viết. Đến 29 tháng 9 năm 2011 nó có trên 316.409 bài viết.

## Các mốc bài viết

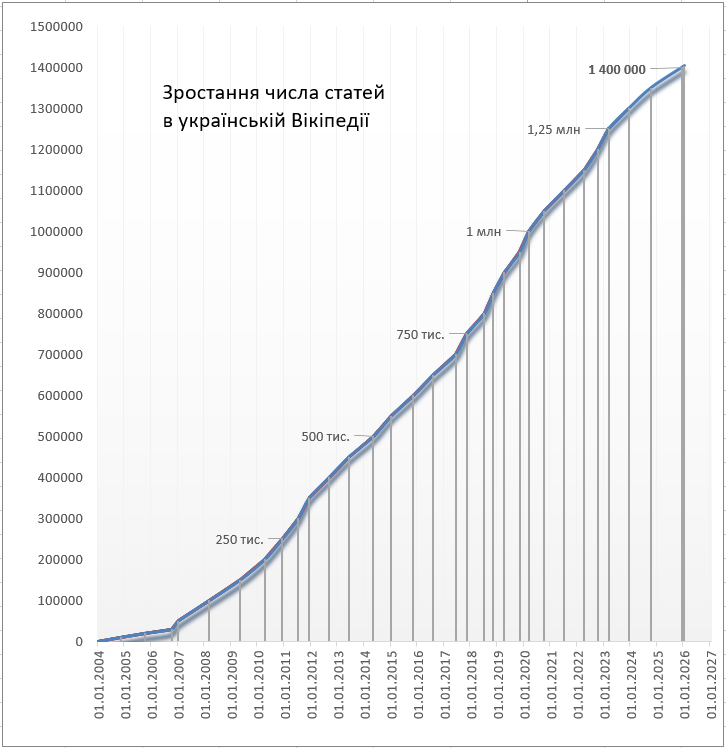
Growth in the number of Ukrainian Wikipedia articles

- 30 tháng 1 năm 2004 - bài viết; đầu tiên là bài (Atom)
- 4 tháng 4 năm 2004 - 1,000 bài viết
- 1 tháng 10 năm 2005 - 20,000 bài viết
- 15 tháng 10 năm 2006 - 30,000 bài viết
- 12 tháng 11 năm 2006 - 40,000 bài viết
- 16 tháng 1 năm 2007 - 50,000 bài viết
- 17 tháng 5 năm 2007 - 60,000 bài viết
- 9 tháng 9 năm 2007 - 70,000 bài viết
- 13 tháng 12 năm 2007 - 80,000 bài viết
- 24 tháng 1 năm 2008 - 90,000 bài viết
- 28 tháng 3 năm 2008 - 100,000 bài viết
- 13 tháng 7 năm 2008 - 120,000 bài viết
- 13 tháng 11 năm 2015 - 600,000 bài viết